# The Peddler of Lies
The Peddler of Lies er en amerikansk stumfilm fra 1920 af William C. Dowlan.

## Medvirkende
- Frank Mayo som Clamp
- Ora Carew som Diana
- Ora Devereaux som Leontine de Vallignac
- Harold Miller som James Kirkland
- Dagmar Godowsky som Patricia Melton
- Bonnie Hill som Marquise d'Irancy
- Flora Hollister
- Truman Van Dyke
- Ray Ripley
- Esther Ralston